# Vic-Fezensac
Vic-Fezensac is een gemeente in het Franse departement Gers (regio Occitanie). De gemeente telde 3.578 inwoners op 1 januari 2022. De plaats maakt deel uit van het arrondissement Auch. Het was de hoofdplaats van het graafschap Fézensac.

## Geschiedenis
In de IJzertijd was er in het zuiden van de gemeente, op de rots van Saint-Jean de Castex, een versterkte plaats. In de Gallo-Romeinse periode was er Besino, een mansio (pleisterplaats) op de heerbaan tussen Toulouse en Bordeaux. Verder waren er villa's (landbouwondernemingen). Rond de mansio ontstond een vicus. Rond 500 werd hier onder de Visigoten een eerste kerk gebouwd, gewijd aan Sint-Pieter. Onder de Franken viel de plaats onder het gezag van de bisschop van Auch en vanaf de 7e eeuw van de heren van Gascogne. In 818 werd een houten castrum gebouwd op de plaats van het huidige centrum van de gemeente. Dit groeide uit tot het kasteel van de graven van Fézensac.
In de 12e en 13e eeuw breidde de stad sterk uit en kreeg ze een stadsmuur. In 1379 werden de stadsrechten Vic-Fezensac bevestigd door graaf Jean II van Fézensac. In 1383 werd een minderbroedersklooster gebouwd in de stad. In 1569 werden dit klooster en de kapittelkerk van Saint-Pierre vernield toen graaf Gabriel I van Montgommery met zijn protestantse troepen de stad innam. In 1580 kwam de stad opnieuw in handen van de katholieken, maar daarna ging ze nog enkele over in protestantse of katholieke handen. In 1630-1631 werd de stad getroffen door de pest.
In de 19e eeuw werd een nieuwe brug gebouwd en werden promenades aangelegd. Vanaf de jaren 1960 werden nieuwe woonwijken gebouwd.

## Geografie
De oppervlakte van Vic-Fezensac bedroeg op 1 januari 2022 53,94 vierkante kilometer; de bevolkingsdichtheid was toen 66,3 inwoners per km².
De Osse stroomt door de gemeente. De bedding van de rivier door het stadscentrum werd in 1911 recht getrokken.
De onderstaande kaart toont de ligging van Vic-Fezensac met de belangrijkste infrastructuur en aangrenzende gemeenten.

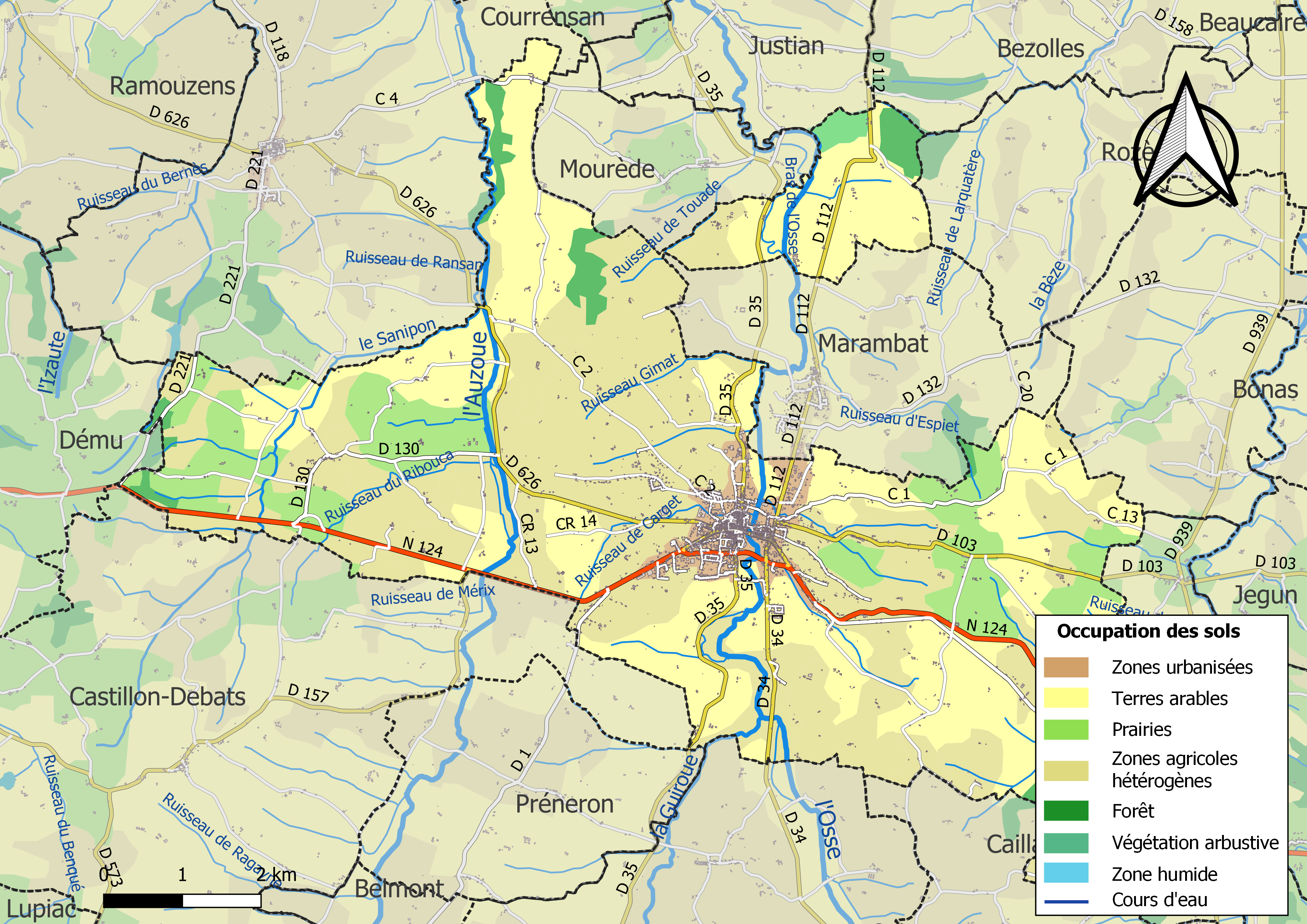

## Demografie
Onderstaande figuur toont het verloop van het inwonertal (bron: INSEE-tellingen).

## Sport
In Vic-Fezensac worden corrida's gehouden in de plaatselijke arena (Place du Foirail). Deze arena uit 1931 verving een eerder houten exemplaar.

## Afbeeldingen

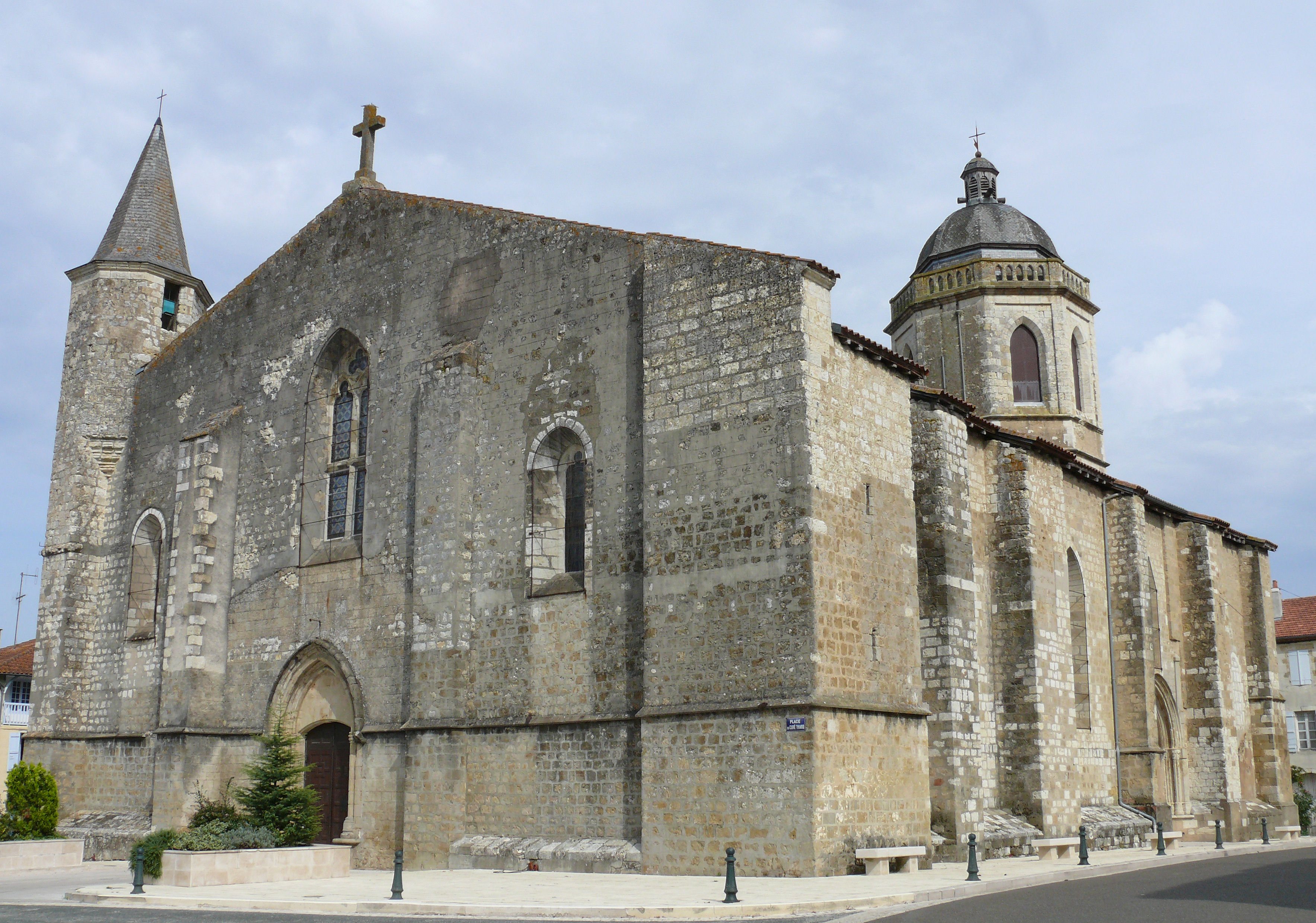
Kerk Saint-Pierre
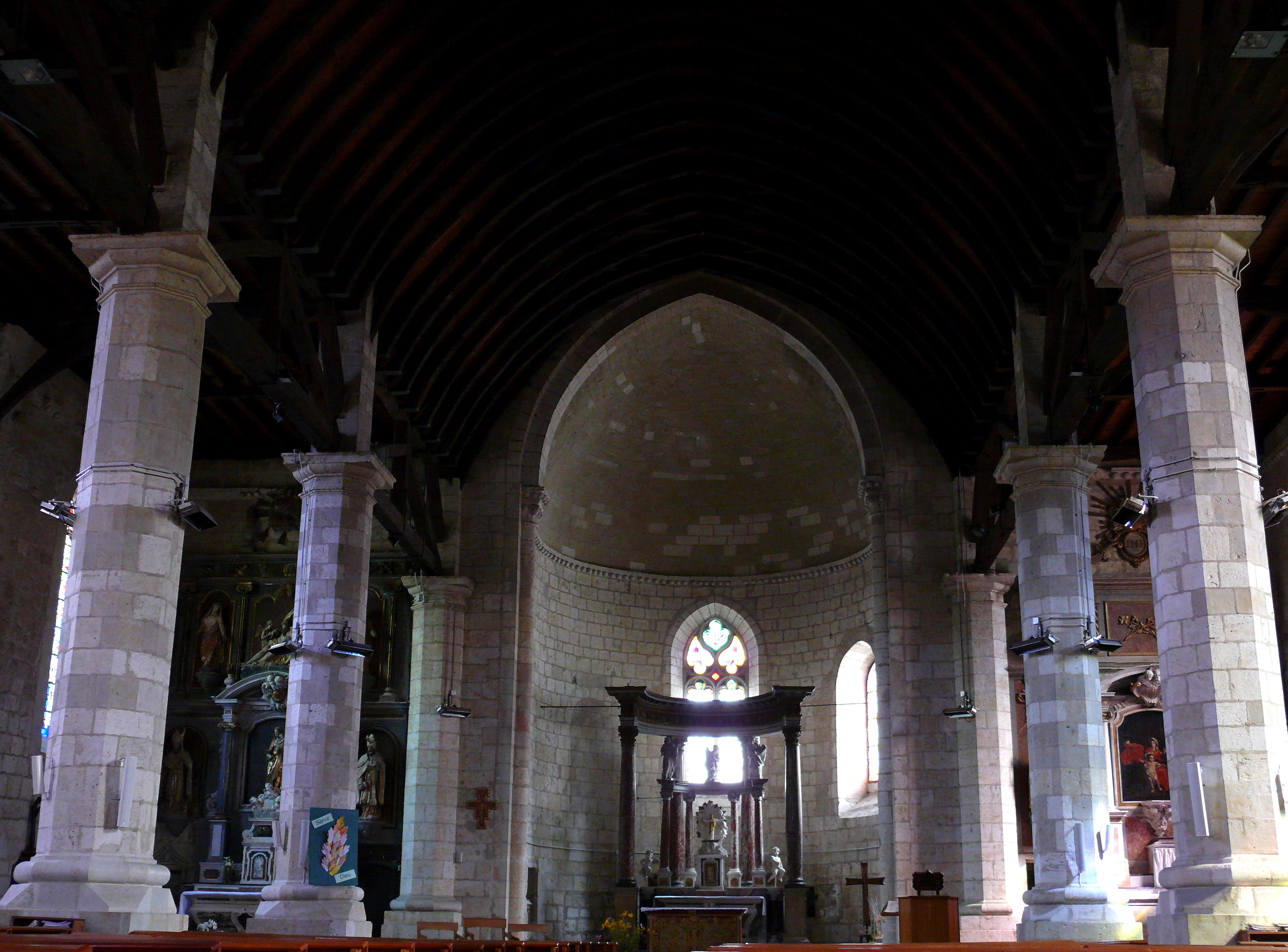
Interieur van de kerk
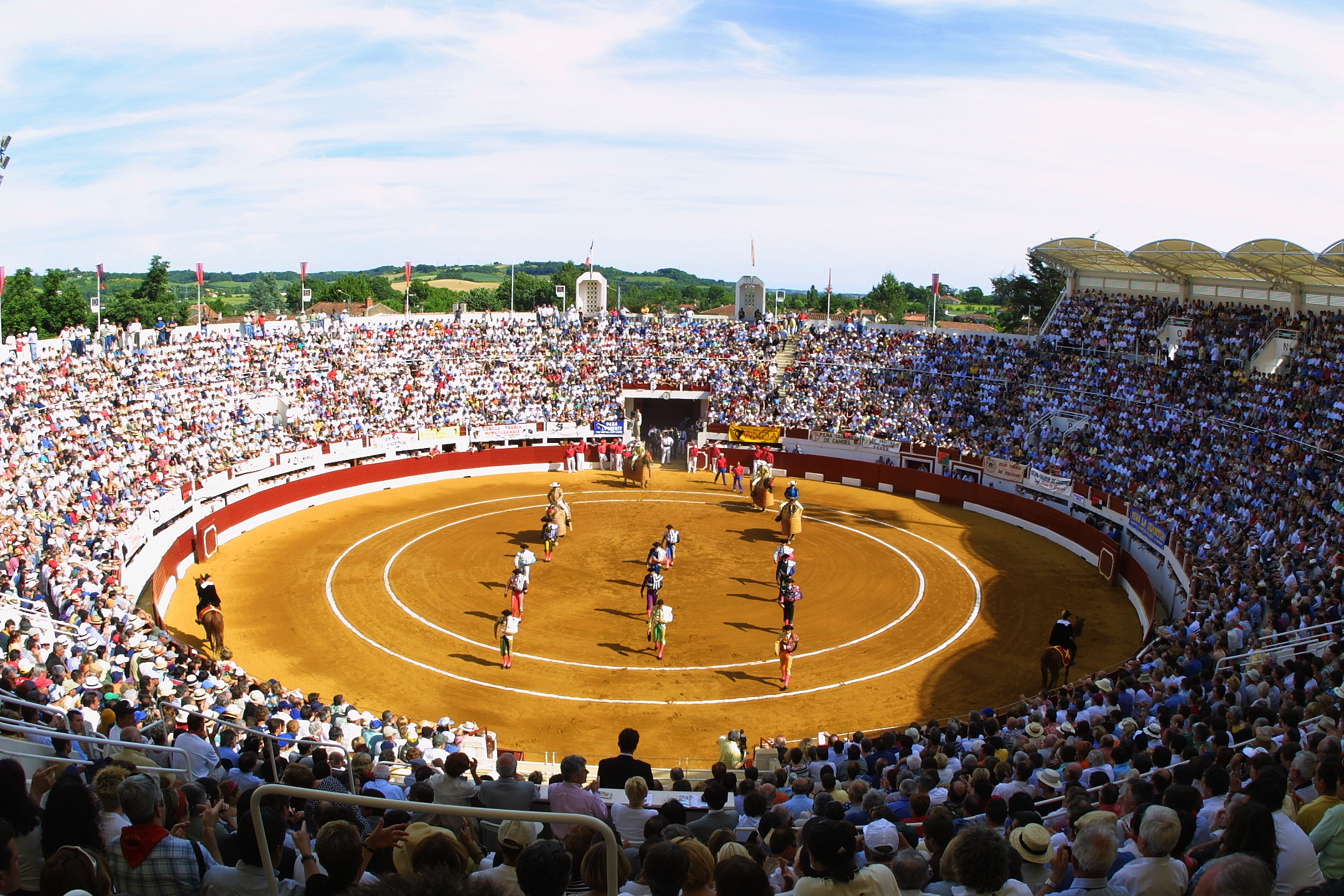
Arena
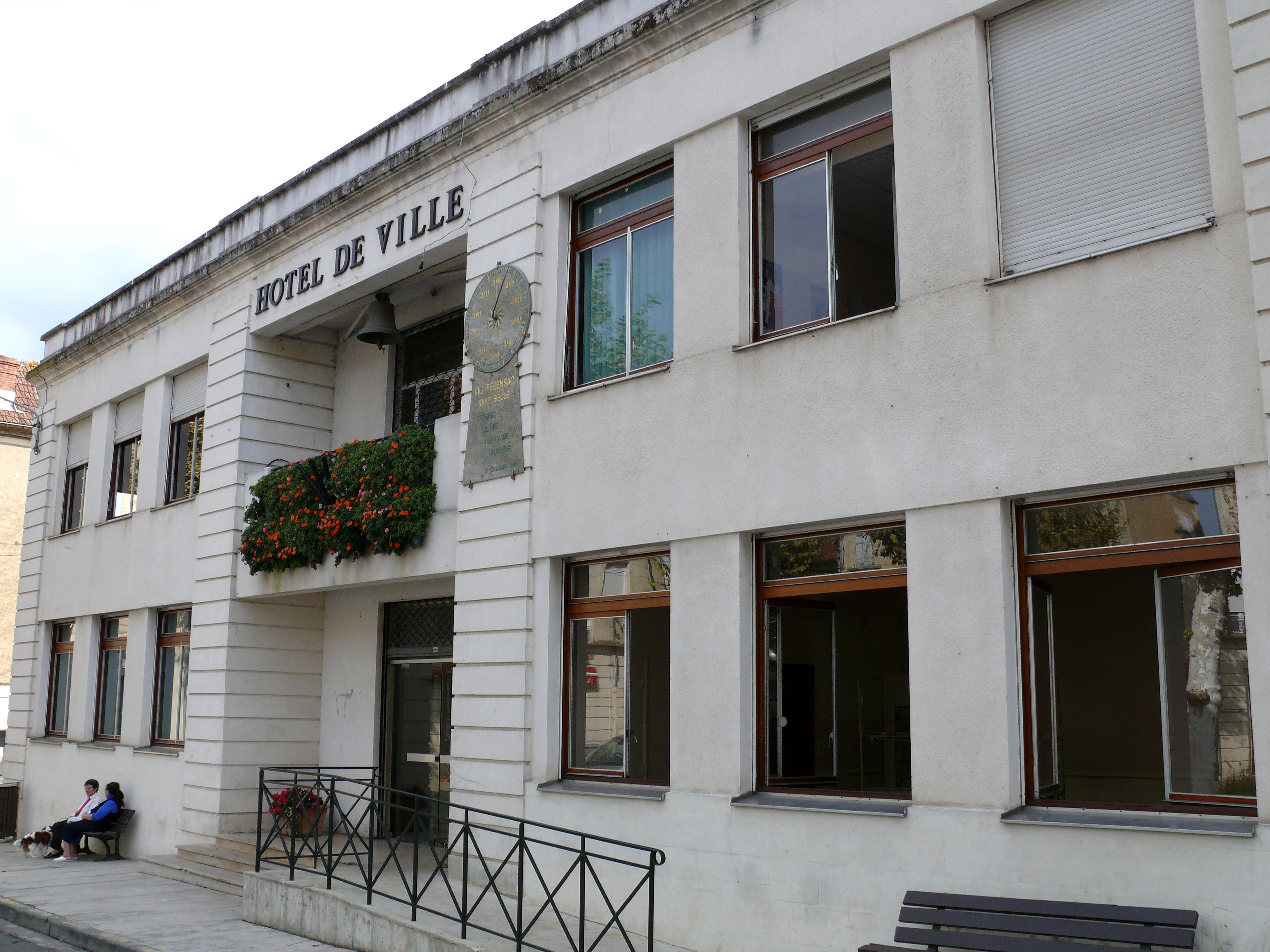
Stadhuis
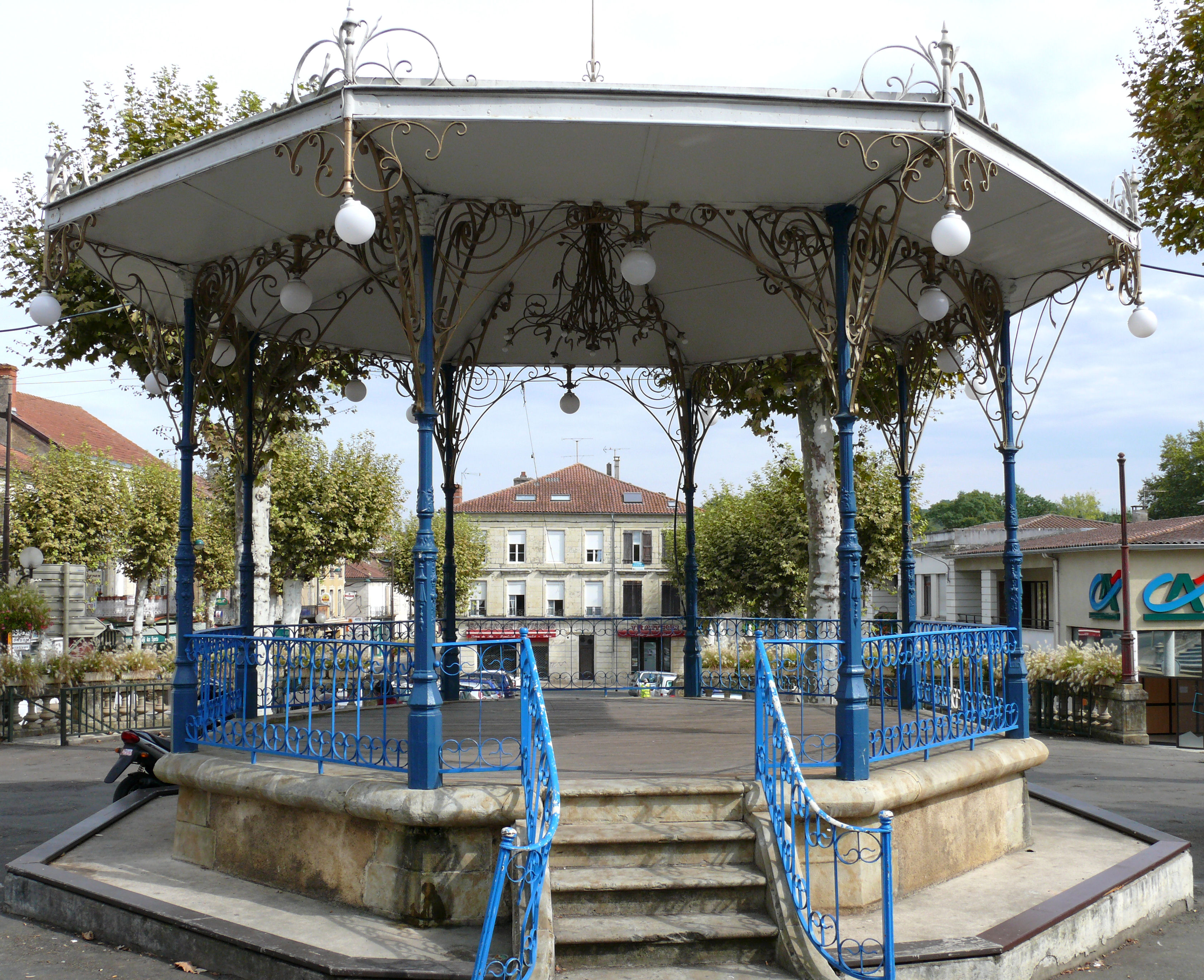
Muziekkiosk

## Geboren
- Joseph-Charles-Anthelme Cassaignolles (1806-1866), generaal
- Jean Castex (1965), politicus